# Concrete (Washington)

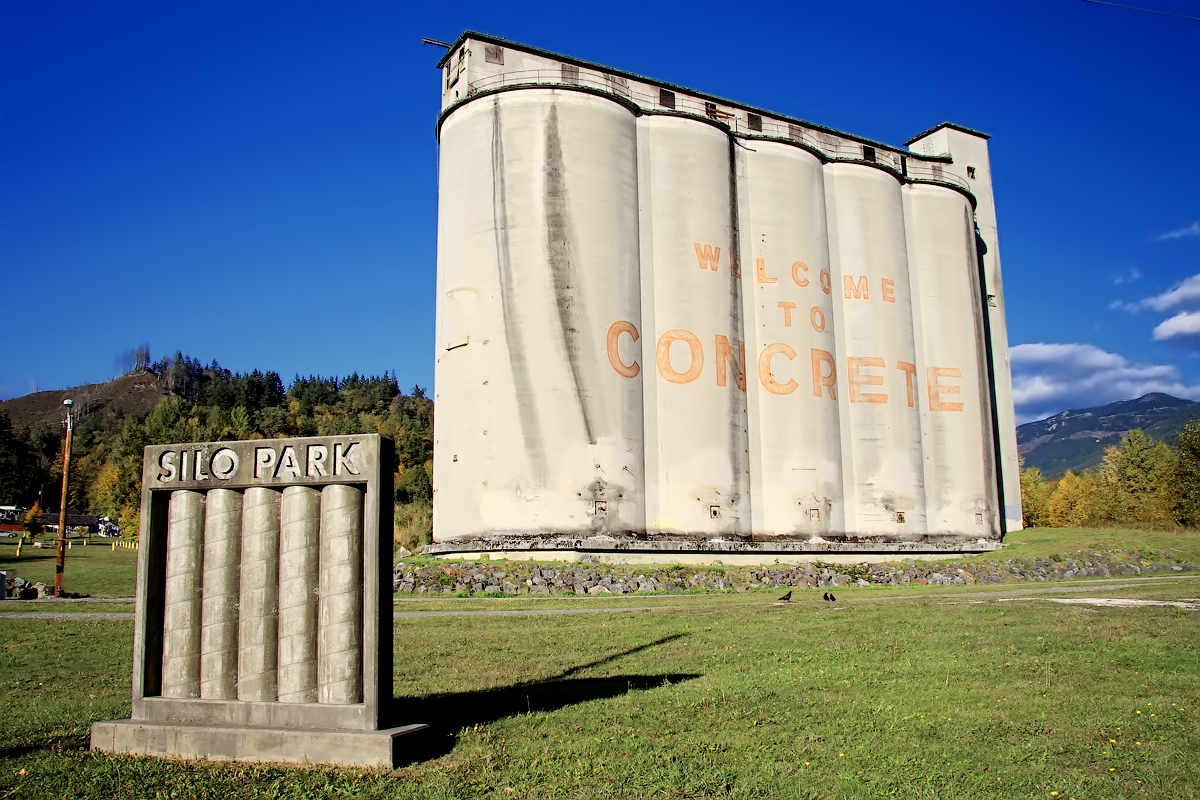
Stará cementová sila vítající návštěvníky města.

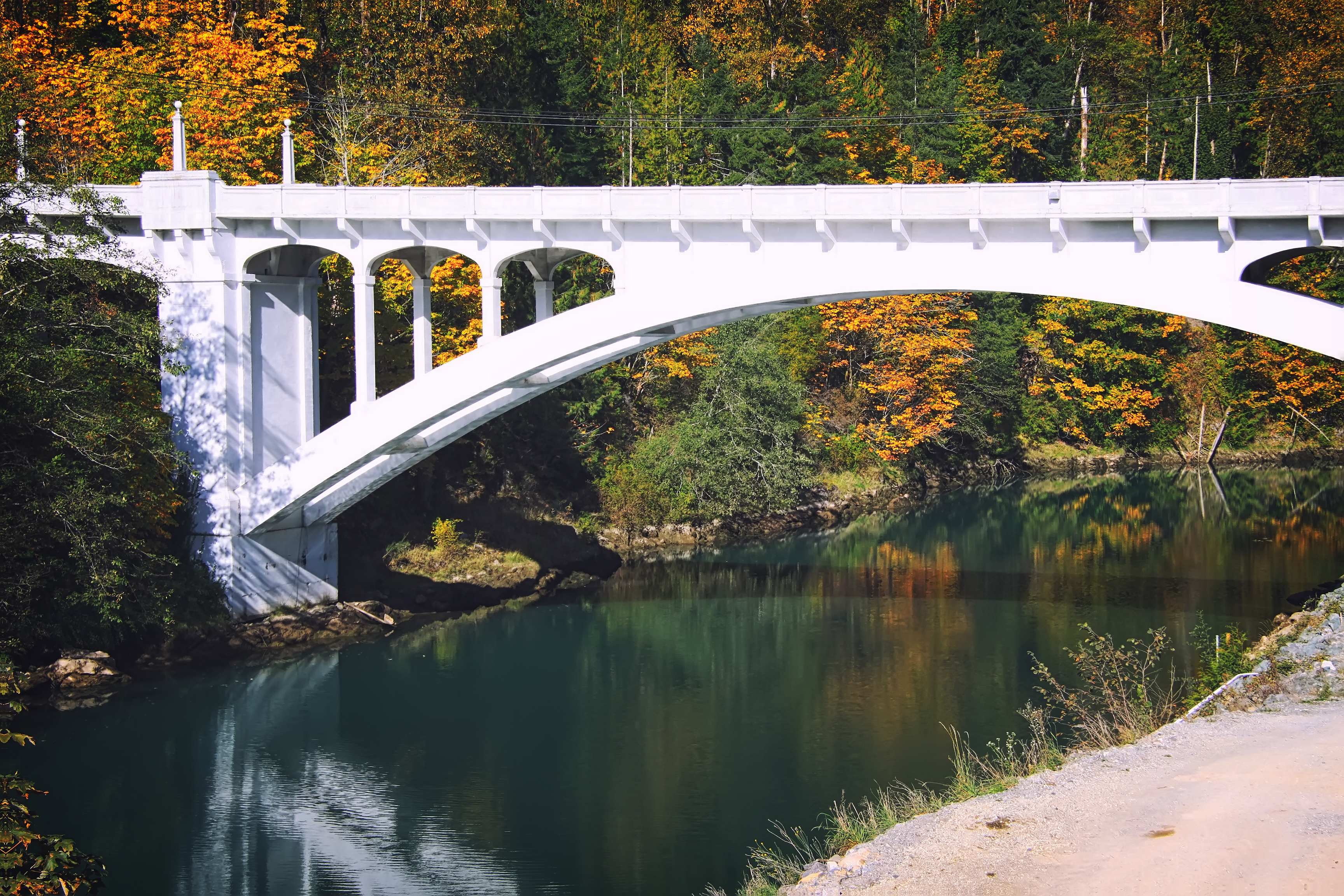
Most Henryho Thompsona.

Concrete je město v severní části okresu Skagit v americkém státě Washington. V roce 2010 mělo 705 obyvatel a bylo částí metropolitní oblasti Mount Vernon-Anacortes.

## Dávná historie
Město si prošlo několika etapami, tou první bylo indiánské sídlo na soutoku řek Skagit a Baker známé jako Minnehaha. Jedním z prvních bělošských osadníků zde byl Amasa Everett v roce 1890, územní plán města ale vytvořil Magnus Miller. Krátce poté zde byla založena pobočka pošty a osada byla přejmenována na Baker. V roce 1905 bylo na druhé straně řeky vytvořeno další město, zvané Cement City. O jeho vznik se zasloužila firma Washington Portland Cement Company. O tři roky později postavila v Bakeru svou továrnu konkurenční Superior Portland Cement Company a obě města byla spojena v jedno. Obyvatelé se rozhodli jej pokřtít Concrete, oficiálního začlenění se dočkalo v květnu 1909.

## Důležité budovy a památky

### Most Henryho Thompsona
Postaven byl mezi lety 1916 a 1918 a pojmenován po Henrym Thompsonovi, skotském imigrantovi, zdejším osadníkovi a okresním komisaři, který se zasloužil o jeho stavbu. Po stavbě se ihned stal nejdelším betonovým mostem s jedním obloukem na světě. Od roku 1976 je zapsán v národním i ve státním rejstříku historických míst. Až do roku 1972, kdy vedla státní dálnice č. 20 mimo město, byl most jedinou spojnicí dvou břehů řeky Baker.

### Concrete High School
Střední škola Concrete High School byla postavena roku 1952 jako typická školní budova s jednou výjimkou - pod její prostřední částí vede silnice. Aby byla nemovitost co nejlépe využita, vede pod ní South Superior Avenue, která navíc poskytuje krytou zastávku školního autobusu. Budova nahradila původní střední školu, která byla v centru města. Školní chodby a dřevařské dílny byly navíc využity při natáčení filmu This Boy's Life s Leonardem DiCapriem a Robertem DeNirem. Školními barvami jsou fialová a zlatá a maskotem je lev. Sportovní družstva školy soutěží s ostatními školami v Severozápadní lize 2B/1A pod Asociací meziškolních aktivit státu Washington.

### Presbyteriánský kostel Mount Baker
Dřevěný kostel z roku 1908 postavený především svým prvním farářem, Reverendem L. C. Michaelsem, jenž na něm udělal většinu truhlářské práce a pomáhal při svozu dřeva z okolních svahů, k čemuž byli potřeba jen koně. Původně byla jeho kapacita 310 lidí, byl také postaven s kuchyní, sociálním zařízením a jednací místností v suterénu. Od své stavby byl kostel již několikrát přestavěn, a tak není zachován ve svém původním stavu. Ve 40. letech zde kázal proslulý Reverend Paul E. Toms.

### Budova Concrete Herald
Nachází se v srdci města na ulici Main Street a vznikla roku 1918 jako garáž pro vozy Ford T s čerpací stanicí. Později byla předělána na pobočku pilařského závodu Brommer a do patra k ní byl postaven byt. Krátce poté se ale budovy ujal vlastník a šéfredaktor týdeníku Concrete Herald Charles M. Dwelley a udělal z ní moderní tiskárnu a nové sídlo novin, které vycházely už od roku 1910. Na konci 70. let odešel Dwelley do důchodu a týdeníku se ujali Robert a June Faderovi, kteří udrželi Herald v budově. Až v roce 1990 byly prodány jak noviny, tak budova, která se nakonec stala soukromou tiskárnou, než z jejího přízemí nový vlastník udělal obchod s lihovinami, který se zde nachází dodnes. Concrete Herald brzy ukončil své působení, ale o jeho znovuzrození se postaral zdejší obyvatel a člen městské rady Jason Miller zakoupením novin Upriver Community News od jiného obyvatele města. V květnu 2009 se tak Concrete Herald vrátil na scénu jako měsíčník. Prodáván je na různých místech v okrese Skagit.

### Radnice
Městská radnice byla postavena roku 1908 jako základní škola a vyučovalo se v ní dva roky. Jedná se o dřevěnou budovu, jež se nacházela naproti bance na ulici Main Street. Když už nebyla využívána jako školní budova, došlo k jejímu přemístění do nynější lokace, a to na West Main Street, vedle dnešní pošty. Ve své nedávné historii sloužila jako knihovna, centrum penzistů, radnice nebo jako satelitní kancelář šerifa okresu Skagit.

### Luteránský kostel Pastevce z Kopců
Shepherd of Hills Lutheran Church byl postaven roku 1909, ale nesloužil pouze jako kostel. Na počátku své historie byl nemocnicí pro Cement City. Postavil ho Dr. E. F. Mertz, jenž se svou ženou žil v patře a spravoval špitál v přízemí. Po dlouhá léta byl Dr. Mertz jediným doktorem na východě okresu Skagit a jediným doktorem dostupným pro dvě zdejší cementárny. Roku 1929 byla nemocnice předělána do podoby honosné vily s podlahami z tvrdého dubového dřeva, mahagonovými tesařskými prvky, nástěnnou malbou a tapetami, křišťálovými stojany na světla a vodními radiátory v každé místnosti. Dále byla vybavena starobylým a zakázkovým nábytkem a stala se místem, kde Mertzova rodina bavila své jak zdejší, tak vzdálené návštěvníky. Po smrti obou manželů v roce 1945 byl dům vydražen s pozemkem i svým obsahem za pouhých 13,5 tisíce dolarů, což je daleko méně, než 40 tisíc dolarů, kolik renovace v roce 1929 stála. Novým vlastníkem se stal již zmíněný vlastník Heraldu Charles M. Dwelley, který jej i s pozemkem prodal v roce 1953 americké evangelické luteránské církvi. Ta jej opět předělala a přidala k němu také východní křídlo sloužící jako svatyně. Kostel byl zasvěcen v březnu 1954 a církev jej používá dodnes.

### Concrete Assembly of God
Tato budova byla postavena roku 1910 z poloviny jako jednopatrový hotel Odd Fellows a z poloviny pronajímána různým obchodníkům. Nacházel se zde i oblíbený obchod s potravinami. Po přístavbě horního patra byla hotelová hala přesunuta nahoru a dostala kuchyni a sociální zařízení. Jelikož členové řádu Odd Fellows v 50. letech začínalo ubývat, ujala se hotelu v 70. letech Asociace Rebekah. V následujících letech byla budova pronajímána různým podnikům, nacházelo se zde i muzeum místní historie, obchod se starožitnostmi nebo hotel Eagles Lodge. V 90. letech byla budova opuštěna, a tak se ji ujala církev Assembly of God. Ta od té doby budovu předělala a renovovala.

### Katolický kostel sv. Kateřiny
Kostel byl postaven roku 1912 katolickými obyvateli města a nachází se na kopci nad obcí. Zdejší farnost nyní spravuje novější církevní centrum naproti původnímu kostelu, jež bylo postaveno roku 1964.

### Divadlo
Od roku 1923 mělo město své vlastní divadlo, na jehož jevišti se odehrávala vystoupení vaudeville, zápasy v boxu, němé filmy a později také tzv. „talkies“. Budova je zapsána v národním rejstříku historických míst a podle některých obyvatel ji pravidelně navštěvují „bytosti z jiných světů“. Nedávno bylo divadlo prodáno místním podnikatelům, kteří jej přestavěli a v únoru 2010 opět otevřeli. Nyní se zde konají promítání starých i novějších filmů a živá vystoupení. Také povolují vystoupení mnohým místním skupinám, jako jsou kostelní pěvecké sbory.

### Lower Baker Dam
Nižší přehrada na Bakerově řece byla v době dokončení své stavby, tedy roku 1925, nejvyšší hydroelektrickou přehradou světa, a to s 89 metry. Momentálně jí vlastní, spravuje a provozuje společnost Puget Sound Energy.

### Obecní biblický kostel
Tento kostel byl postaven v polovině 50. let minulého století a nepatří pod žádnou církev. Postaven byl v těsné blízkosti za Presbyteriánským kostelem Mount Baker poté, co se zdejší členové presbyteriánské církve názorově rozešli. Zatímco někteří zůstali věrní svému presbyteriánskému přesvědčení, jiní inklinovali k baptistické teologii. Jediným řešením bylo odloučení jedné z těchto skupin od druhé a postavení vlastního kostela. Původním farářem kostela byl Reverend Guy Morris, kostel je i nadále nejnovějším v celé obci.

### Pošta
Hooverova budova byla postavena v roce 1960 a momentálně slouží jako městská pošta. Původně se ale jednalo o Hooverovo potravinové centrum, které provozoval a vlastnil místní obyvatel Hargus Hoover se svými syny. Pošta Spojených států amerických budovu zakoupila už na začátku 70. let, odkdy se zde její městská pobočka nachází.

## Důležití obyvatelé

### Podnikatelky a průkopnice telefonního spojení

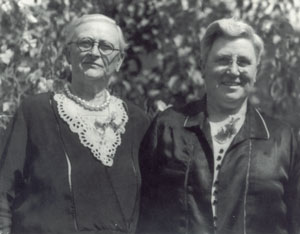
Sestry Nell a Kate Quackenbushovy

Dvě místně známé a podnikající dámy se jednoho dne rozhodly, že pomohou městu přenést se do 20. století. Jednalo se o Kate Quackenbush Glover a Nell Quackenbush Wheelock, které pocházely z města Clay ve státě New York, kde se narodily roku 1866, respektive 1877. Obě se dostaly do okresu Skagit v roce 1908 a krátce poté Kate našla uplatnění u Superior Portland Cement Company jako správkyně jejich telefonní ústředny. Zpočátku bydlela v budově ústředny, a to do doby kdy se telefonní společnost stala akciovou. Jelikož čas od času investovala svůj plat, byla časem schopna zakoupit majoritní podíl společnosti, což také udělala a přejmenovala ji na Skagit River Telephone Company. Se svou mladší sestrou rovněž koupila telefonní ústřednu od Superior Portland Cement Company, kterou předělala tak, aby se mohl telefonní systém nacházet na celé ploše přízemí. Dále k budově přistavila venkovní schodiště do patra, kde pronajímala pokoje za 50 centů za noc.
Společnost se měla rozrůst jak na východ, tak na západ od města Concrete. Zatímco Kate vedla společnost, Nell pracovala tak, že lezla na telegrafní sloupy a navlékala na ně kabel s telefonním spojením. V roce 1918 se síť dostala až k Hamiltonu a později se spojila s národní telefonní sítí v Sedro-Woolley. Velké dřevařské závody a všechny vládní činnosti, jako stanice rangerů nebo rybí líhně, měly brzy telefonní spojení od sester Quackenbushových. Nell měla na starost všechny pracovní čety, které kopaly díry a zasazovaly do nich nové sloupy. Také měla skupinu koní, které vždy dopravily sloup na místo a pomohly s jeho umístěním do správné pozice. Zbytek práce, tedy navlékání drátů, zvládla sama.
Kate měla na starost ústřednu společnosti, o kterou se starala společně se svou mladou pomocnicí, Ethel Thompson. Práce společnosti byla ukázková. Pokud byl například příjemce telefonátu nedostupný, slíbila volajícímu dvojice žen, že jej co nejdříve najdou a zavolají zpět. Pokud byl problém se spadlým vedením nebo s nefungujícím telefonem, Nell ihned vyrazila na místo závady. Kromě telefonního systému si sestry vytvořili v okrese reputaci, že jim jde vše, do čeho se pustí. Kate byla cvičenou zdravotní sestrou, a tak občas pomáhala při porodech. Po svém příjezdu z východu navíc pracovala na hospodářství svého manžela Joa Glovera, pozdějšího šerifa Concrete, jelikož mu chtěla pomoci získat zalesněný pozemek na horním toku Bakerovy řeky, nedaleko Bakerova potoka. Později obě sestry společně získaly prázdný pozemek mezi svým domem a ústřednou telefonní společnosti, na kterém postavily drůbeží farmu, odkud prodávaly vejce a chovaly kuřata. Také společně zakoupily remorkér určený k přepravě dřevěných klád do pilařského závodu na jezeře Lake Shannon. Z toho vznikla jejich další společnost, jež vlastnila flotilu zhruba 50 rybářských lodí, které sestry pronajímaly. O víkendech byla Nell k nalezení za kormidlem remorkéru, zatímco její sestra měla na starost rybářské lodě. Telefonní společnost dále provozovaly v pracovních dnech.
S vývojem technologií a osobními problémy přišla změna pro podniky sester. V červenci 1935 musely i kvůli špatným obchodům prodat svou síť společnosti Skagit Valley Telephone Company, která měla sídlo 50 kilometrů po proudu řeky ve městě Mount Vernon. Sestrám navíc nepomohlo to, že účetní, který se jim staral o finance, nějaký čas zpronevěřoval jejich peníze. Nakonec se dostal do vězení, ale společnost utrpěla nenahraditelnou škodu, jelikož zpronevěřena byla většina financí na jejím účtu. Po prodeji se sestry přestěhovaly do domu v nedalekém Birdsview, kde si postavily stodolu a drůbeží farmu. Ta časem kvůli elektrickému zkratu vyhořela a finance obou sester kvůli nedostačujícímu požárnímu pojištění utrpěly další ránu. Kate navíc od 30. let trápily zdravotní problémy, nakonec zemřela těžce zadlužena v listopadu 1944, ve věku 78 let. Nell tak musela vzít na sebe břemeno nejen svých, ale i sestřiných dluhů. Aby je mohla splatit, koupila si starý traktor, se kterým pracovala jakkoli a kdykoli mohla. V okrese Skagit zůstala až do své smrti v dubnu 1969. Dožila se 93 let.

### Tobias Wolff a jehoThis Boy's Life
Dalším známým obyvatelem města je mezinárodně známý spisovatel Tobias Wolff, který zde strávil většinu svého dospívání. Jeho paměti vyšly pod názvem This Boy's Life, do češtiny překládaného jako Život jednoho chlapce, a popisuje v nich své dospívání na východě okresu Skagit a na střední škole Concrete High School, kterou překřtil na Chinook High School. V roce 1993 byl podle knihy natočen stejnojmenný film s Leonardem DiCapriem, Robertem De Nirem a Ellen Barkin v hlavních rolích. Některé scény z filmu byly natočeny právě ve městě Concrete a obyvatelé byli použiti jako náhodní kolemjdoucí. Aby navíc město vypadalo jako v 50. letech, bylo filmaři předěláno

## Důležité události
30. října 1938 vysílaly seattleské rozhlasové stanice patřící pod CBS rozhlasovou hru Orsona Wellese zvanou The War of the Worlds, tedy Válka světů. Vysílání bylo sice dostupné po celé zemi, jedni z nejvystrašenějších posluchačů se ale nacházeli v Concrete.
Zrovna když hra dospěla k bodu, kdy Marťané podnikají invazi do měst a na venkov světelnými paprsky a jedovatými plyny, vypadla v celém městě elektřina. Našli se i tací, kteří upadli do bezvědomí, jiní zase popadli své rodiny a odešli s nimi do hor. Někteří do kopců vyrazili, aby mohli bránit své destilátory na lihoviny. Jeden muž prý jen vyskočil ze své židle a běžel zhruba 3 kilometry do středu města. Jiní popadli své zbraně, jeden podnikatel, který byl oddaným křesťanem, dostal svou rodinu do auta a namířil si to k nejbližší čerpací stanici. Tam si vyžádal plnou nádrž, ale nezaplatil za ní, jelikož ihned vyrazil do asi 70 kilometrů vzdáleného Bellinghamu, kde se chtěl svému knězovi vyzpovídat ze všech svých hříchů. Prodavači na čerpací stanici prý řekl, že nezaplatí, jelikož na tom nesejde, protože všichni zemřou.
Jelikož při výpadku elektřiny nefungovala ani telefonní síť, nikdo ve městě si nemohl ověřit u svých příbuzných nebo přátel z jiných měst, zdali je jejich strach opodstatněný. Samozřejmě že skutečnost nebyla tak dramatická, jako rozhlasová hra. Stalo se jen to, že zdejší trakční napájecí stanice patřící společnosti Superior Portland Cement, zkratovala se zábleskem oslnivého světla. Konzervativnější obyvatelé města, kteří poslouchali Charlieho McCartyho na jiné stanici, uklidňovali své sousedy, že neslyšeli nic o žádné katastrofě. Rozhlasoví reportéři zprávu o městě rozeslali ihned, jak ji získali, a to do mezinárodního zpravodajského telegrafu, takže se městečko stalo alespoň na okamžik celosvětově známé.
V dubnu 1931, uprostřed velké hospodářské krize, byla zdejší banka State Bank of Concrete vyloupena a její zaměstnanci padli do rukojmí ozbrojeným pachatelům. Ti byli dva a do banky vtrhli za denního světla a za pomocí zbraní vybrali z bankovního trezoru 4 491 dolarů v hotovosti. Po získání peněz pachatelé přinutili prezidenta banky George Campbella, účetního Adu Seaburyho a zákazníka George Harpera jít do auta, se kterým pak pětice mužů odjela z místa. Když si obyvatelé města všimli poztrácených bankovek před bankou a že uvnitř budovy nikdo není, okamžitě byl kontaktován městský šerif Charlie Bagnell. Po rychlém vyšetření Bagnell telefonem kontaktoval úřady na dolním toku řeky Skagit a informoval je o loupeži a pohřešovaných mužích. Všichni tři rukojmí byli po chvíli svými vězniteli propuštěny, a to zhruba sedm kilometrů západně od města, kde je po chvíli vyzvedl kolemjedoucí řidič. Po chvíli dodali Bagnellovi informace o vzhledu pachatelů a šerif je poslal dál policii na západě okresu.
Okresní šerif tedy nechal západně od města Concrete postavit zátaras. Začalo také hledání zločinců, první čerstvá stopa pneumatik jejich auta byla nalezena v Birdsview, malé farmářské obci deset kilometrů západně od města. Po stopách vyšetřovatelé pokračovali až k víru v řece, u nějž bylo auto pachatelů nalezeno. Šerifovi detektivové zjistili, že dvojice zločinců měla na tomto místě připravenou loď, se kterou pak zmizela po proudu řeky Skagit.
Údajně, o mnoho let později, si najal spisovatel cestopisů a knih o životě v divočině Ralph Young na aljašském ostrově Kodiak průvodce pro lov medvědů, který mu pověděl příběh o tom, že on je jedním ze dvou mužů, kteří vyloupili na počátku 30. let banku v Concrete. Také řekl, že prý o všechny peníze přišel o pár dní později při nepoctivé hře kostek v Seattlu. Je ale nejisté, zda průvodce řekl Youngovi pravdu ani co se s pachateli stalo.

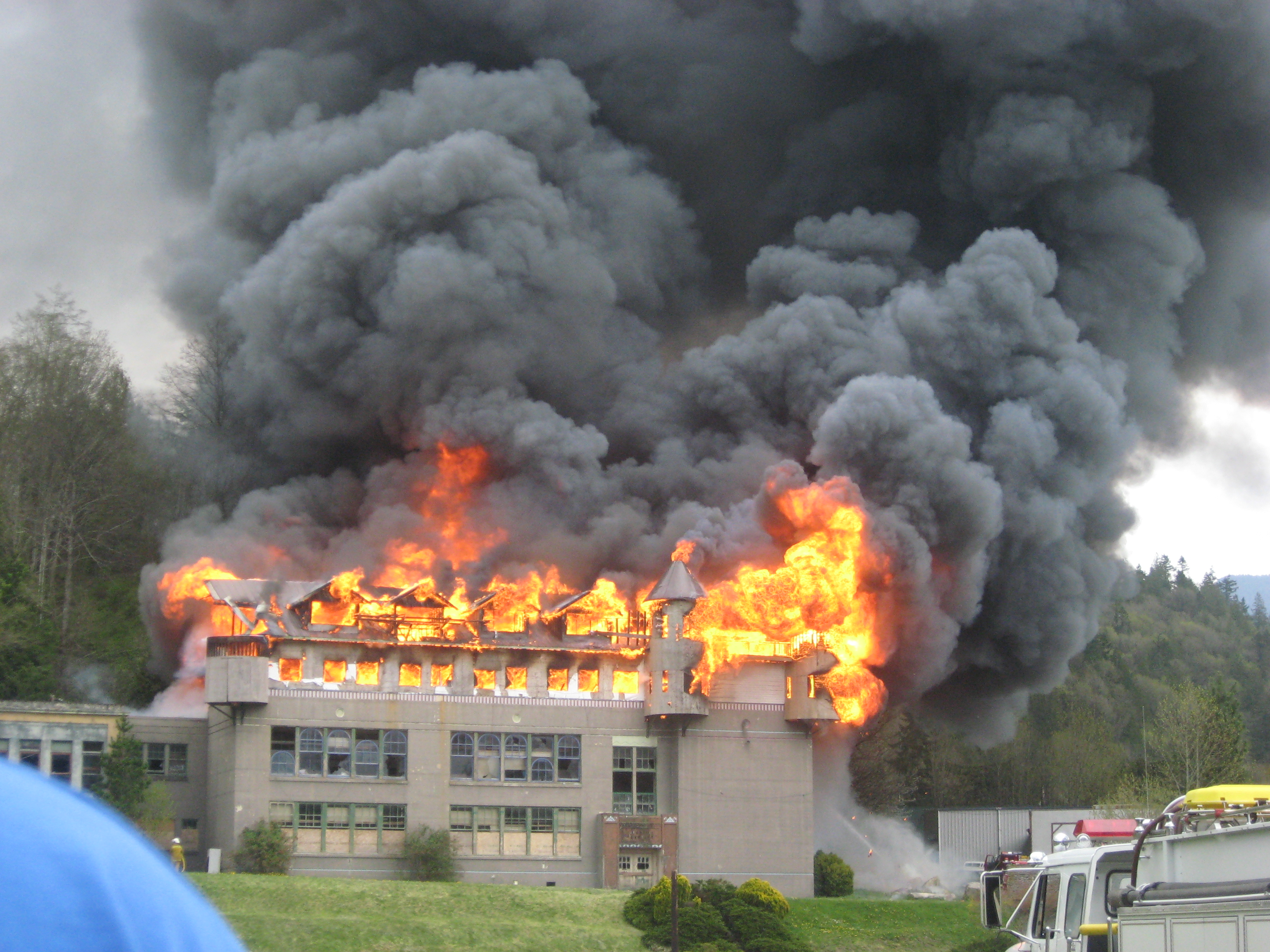
Požár městské základní školy.

Jednoho dubnového odpoledne roku 2008 bylo ohlášeno, že historická budova městské základní školy hoří a podle jednoho z hasičů byla během dvaceti minut pohlcena požárem. I přes snahu požárníků z pěti hasičských okrsků (tři z měst Concrete, Burlington a Sedro-Woolley a dvou venkovských) byla budova kompletně ztracena. Hasiči nemohli do budovy vstoupit, pouze se jim dařilo hasit požár na vnějších betonových zdích, takže se nepřenesl na okolní budovy a stromy.
Po vyšetřování, které vedl úřad pro alkohol, tabák, zbraně a výbušniny, hasičský maršál okresu Skagit a šerif okresu Skagit, bylo rozhodnuto, že požár odstartovalo žhářství. Podle okresního šerifa při vyslýchání tři chlapci ve věku kolem deseti až dvanácti let přiznali, že si na místě hráli se zapalovači a omylem zapálili žíněnku ve škole. Podle nich se jim ale podařilo požár uhasit než opustili budovu.
Vlastník budovy chtěl dříve školu přestavět do zámeckého stylu, tento plán byl ale už v 90. letech zrušen, a tak zůstala budova opuštěná. V době před požárem byla budova mezi turisty i místními obyvateli jen málo oblíbená pro svůj neudržovaný vzhled. Po požáru bylo rozhodnuto, že bude kompletně zničena. Stalo se tak v srpnu 2009 pod vedením firmy Lautenbach Industries.

## Geografie
Město Concrete má rozlohu 3,2 km², z čehož 1,6 % tvoří vodní plocha. Nachází se téměř na severním břehu řeky Skagit a je rozděleno do dvou částí přítokem řeky Skagit, Bakerovou řekou. Severozápadně od města se nachází stratovulkán Mount Baker a severně Mount Shuksan. Obě hory patří do pohoří Severní Kaskády.

## Demografie
Při sčítání lidu v roce 2010 žilo ve městě 705 obyvatel, z nichž 92 % tvořili běloši, 2 % původní obyvatelé a 1 % pacifičtí ostrované. 6 % obyvatelstva bylo hispánského původu.